# Wardruna
Wardruna е музикална фолк метъл/рок група в Берген, Норвегия.
Посветена на създаването на музикални изпълнения на скандинавската култура и езотерични традиции. Създадена е през 2003 г. от Ейнар Селвик заедно с Гаал и Линди Фей Хела. Издали са общо три пълнометражни албума, всеки от които на базата на набор от руни. Третият им албум, Runaljod – Ragnarok, е издаден на 21 октомври 2016 г. Използват се и нетрадиционни инструменти и други източници на звук като дървета, скали, вода и факли.

## Дискография
- Runaljod – Gap Var Ginnunga – 2009
- Runaljod – Yggdrasil – 2013
- Runaljod – Ragnarok – 2016
- Skald – 2018
- Kvitravn – 2021
- Birna – 2025